# Hongtan
Hongtan (kinesiska: 宏潭) är en socken i östra Kina. Den ligger i Yi härad i staden Huangshan i provinsen Anhui, omkring 200 kilometer söder om provinshuvudstaden Hefei. Antalet invånare är 4131. Befolkningen består av 2 017 kvinnor och 2 114 män. Barn under 15 år utgör 13,0 %, vuxna 15-64 år 71 %, och äldre över 65 år 14,0 %.